# 邦克山鎮區 (伊利諾伊州馬庫平縣)
邦克山鎮區（英語：Bunker Hill Township）是位於美國伊利諾伊州馬庫平縣的一個行政鎮區。

## 地方資料
根據2010年美國人口普查的數據，邦克山鎮區的面積為94.30平方千米，當中陸地面積為93.70平方千米，而水域面積為0.60平方千米。當地共有人口3227人，而人口密度為每平方千米34.22人。